# ユーゴスラビア・ディナールの紙幣
ユーゴスラビア・ディナールの紙幣（ユーゴスラビア・ディナールのしへい）は、ユーゴスラビア国立銀行から発行されていたユーゴスラビア・ディナールの紙幣である。

## 1918年のディナール
1918年に成立したセルボ・クロアート・スロヴェーヌ王国の国立銀行は1920年から1921年にかけて1/2、1、5、10、100、1,000ディナール紙幣を発行した。これらは第一次世界大戦前のセルビア・ディナールを踏襲しており、同等の価値を持つとした。また、オーストリア＝ハンガリー・クローネが流通していた地域（それまでオーストリア＝ハンガリー帝国の支配下にあった地域）では、ディナール紙幣にクローネに換算した額面（1ディナール=4クローネ）を加刷したユーゴスラビア・クローネも1922年末まで暫定的な通貨として同時に流通した。1929年に国名がユーゴスラビア王国に変更されると、新しい様式の10、100、500、1000ディナール紙幣が発行された。

## 1944年のディナール
1944年、解放戦争を経て独立を回復したユーゴスラビア民主連邦は画家ジョルジェ・アンドレイヴィッチによってデザインされた1、5、10、20、50、500、1,000ディナール紙幣を発行した（いわゆる「パルチザン・ディナール」）。1946年、連邦人民共和国国立銀行から50、100、500、1,000ディナール紙幣が新しく発行された。1950年には、5,000ディナール紙幣が登場した。1957年には様式を現代化した100、500、1000、5000ディナール紙幣が発行された。 
| 画像                                   | 画像 | 額面      | 大きさ      | 表面                                                     | 裏面               | 発行日        | 失効日       |
| -------------------------------------- | ---- | --------- | ----------- | -------------------------------------------------------- | ------------------ | ------------- | ------------ |
|                                        |      | 100 din.  | 127 x 60 mm | コナヴレの女性                                           | ドゥブロヴニク     | 1957年4月25日 | 1968年2月1日 |
|                                        |      | 500 din.  | 135 x 64 mm | 鎌を持つ女性                                             | 畑で稼働する収穫機 | 1957年4月25日 | 1969年1月1日 |
|                                        |      | 1000 din. | 143 x 68 mm | 労働者（アリフ・ヘラリッチ）                             | ゼニツァ製鉄所     | 1957年4月25日 | 1969年1月1日 |
|                                        |      | 5000 din. | 151 x 72 mm | イヴァン・メシュトロヴィチによるレリーフ『コソヴォの娘』 | 連邦議会議事堂     | 1957年4月25日 | 1969年1月1日 |
| これら画像のスケールは0.7px/mmである。 |      |           |             |                                                          |                    |               |              |

## 1966年のディナール
1966年に通貨切り下げ（1:100）が行われ、切り下げ前のデザインを継承した5、10、50ディナール紙幣が発行された。
| 画像                                   | 画像 | 額面    | 大きさ      | 表面                                                     | 裏面               | 発行日         | 失効日       |
| -------------------------------------- | ---- | ------- | ----------- | -------------------------------------------------------- | ------------------ | -------------- | ------------ |
|                                        |      | 5 din.  | 135 x 64 mm | 鎌を持つ女性                                             | 畑で稼働する収穫機 | 1965年12月31日 | 1980年1月1日 |
|                                        |      | 10 din. | 143 x 68 mm | 労働者（アリフ・ヘラリッチ）                             | ゼニツァ製鉄所     | 1965年12月31日 | 1980年1月1日 |
|                                        |      | 50 din. | 151 x 72 mm | イヴァン・メシュトロヴィチによるレリーフ『コソヴォの娘』 | 連邦議会議事堂     | 1965年12月31日 | 1980年1月1日 |
| これら画像のスケールは0.7px/mmである。 |      |         |             |                                                          |                    |                |              |

1968年には様式が刷新され、同年に100ディナール紙幣が、1971年には500ディナール紙幣が、1975年には20、1000ディナール紙幣が登場した。このうち5ディナール紙幣は発行開始から程なくして同額面の硬貨に置き換わり、印刷を終了した。1975年印刷分より「СФРЈ・SFRJ」のマイクロ文字が記されたセキュリティスレッドが10ディナール以上の券種に漉き込まれるようになった。
| 画像                                   | 画像 | 額面      | 大きさ      | 表面                                                                         | 裏面 | 発行日         | 失効日         |
| -------------------------------------- | ---- | --------- | ----------- | ---------------------------------------------------------------------------- | ---- | -------------- | -------------- |
|                                        |      | 5 din.    | 123 x 59 mm | 鎌を持つ女性                                                                 | 額面 | 1968年10月1日  | 1988年10月1日  |
|                                        |      | 10 din.   | 131 x 62 mm | 労働者（アリフ・ヘラリッチ）                                                 | 額面 | 1968年11月1日  | 1989年12月31日 |
|                                        |      | 20 din.   | 139 x 65 mm | 船と埠頭                                                                     | 額面 | 1975年11月28日 | 1989年12月31日 |
|                                        |      | 50 din.   | 140 x 66 mm | イヴァン・メシュトロヴィチによるレリーフ『コソヴォの娘』                     | 額面 | 1968年11月1日  | 1989年12月31日 |
|                                        |      | 100 din.  | 148 x 70 mm | アントゥン・アウグスティンチッチによる平和のモニュメント（国際連合本部ビル） | 額面 | 1968年4月1日   | 1990年1月1日   |
|                                        |      | 500 din.  | 156 x 74 mm | フラノ・クルシニッチによるニコラ・テスラの像と高周波変圧器のコイル           | 額面 | 1971年8月1日   | 1990年1月1日   |
|                                        |      | 1000 din. | 164 x 78 mm | 果物を持つ女性                                                               | 額面 | 1975年11月28日 | 1990年6月30日  |
| これら画像のスケールは0.7px/mmである。 |      |           |             |                                                                              |      |                |                |

この紙幣シリーズ（5ディナール紙幣を除く）は1980年代中頃まで生産が続けられたが、急速なインフレーションの進行に伴い小額紙幣は徐々に価値を失っていき、1989年末までには1000ディナールを除いた全ての紙幣の価値がほぼ完全に消滅していた。1990年には噴水に大量の小額紙幣が硬貨の代わりに投げ入れられる等、かなり粗末に扱われる場面が所々で見られた。

### 1985年シリーズ
1985年より様式を刷新し、透かしを追加した新しいシリーズの紙幣が登場し、ヨシップ・ブロズ・チトーの肖像が描かれた5000ディナールが新たに発行された。また、ヴーク・カラジッチが描かれた1万ディナール紙幣も同時期に発行される予定だったが、チトーが描かれた5000ディナールより額面が大きい紙幣にセルビア人の肖像を採用することにユーゴスラビアの一部の構成国が懸念を示し、発行は見送られた。 
その後は各構成国間での経済政策の対立が祟ってインフレーションが急激に悪化し、1987年に2万ディナール紙幣、1988年に5万ディナール紙幣が発行され、そして1989年にはハイパーインフレーションとなり、10万、50万、100万、200万ディナールという大きな数字を持つ紙幣が数ヵ月のうちに次々登場した。 
50万ディナール紙幣と200万ディナール紙幣はハイパーインフレに対応する緊急用の紙幣として急遽発行され、凹版印刷ではなく平版印刷で透かしが無く、人物ではなく両面共にユーゴスラビア人民解放戦争の記念碑（スポメニック）が描かれた異色のデザインとなっている（詳細は未発行紙幣の項を参照）。
| 画像                                   | 画像 | 額面           | 大きさ      | 表面                       | 裏面                           | 発行日    | 失効日     |
| -------------------------------------- | ---- | -------------- | ----------- | -------------------------- | ------------------------------ | --------- | ---------- |
|                                        |      | 5000 din.      | 164 x 75 mm | ヨシップ・ブロズ・チトー   | ヤイツェ                       | 1985.9.9  | 1990.6.30  |
|                                        |      | 20,000 din.    | 169 x 77 mm | 鉱夫                       | バケットホイール掘削機         | 1987.9.1  | 1991.12.31 |
|                                        |      | 50,000 din.    | 174 x 80 mm | 女性                       | ドゥブロヴニク                 | 1988.9.5  | 1991.12.31 |
|                                        |      | 100,000 din.   | 179 x 82 mm | 女の子                     | デジタルアートのイメージ       | 1989.6.1  | 1991.12.31 |
|                                        |      | 500,000 din.   | 145 x 75 mm | スポメニック『革命記念碑』 | スポメニック『英雄の谷』       | 1989.8.21 | 1991.3.31  |
|                                        |      | 1,000,000 din. | 151 x 72 mm | スカーフを巻いた女性       | コムギの穂                     | 1989.11.1 | 1991.7.15  |
|                                        |      | 2,000,000 din. | 145 x 75 mm | スポメニック『革命記念碑』 | スポメニック『中断された飛行』 | 1989.8.11 | 1991.3.31  |
| これら画像のスケールは0.7px/mmである。 |      |                |             |                            |                                |           |            |

このシリーズは額面金額が上がるにつれて寸法が大きくなるよう設計されたことから、特に5万、10万ディナール紙幣が財布に入り切らないほど巨大な寸法になり、流通に不便な状態となっていた。それを受けてか、次の100万ディナール紙幣は前シリーズの500ディナール紙幣よりも小さな寸法に小型化されている。
なお、この紙幣シリーズに描かれる人物は5000ディナールを除き全て架空もしくは無名の庶民や労働者だが、当時のユーゴスラビアでは度々紙幣の人物のモデルを詮索する様々な噂が飛び交っていた。例えば、2万ディナール紙幣に描かれた鉱夫のモデルが労働英雄のアリヤ・シロタノヴィッチであるという誤解が現在でも広まっている。他にも5万ディナール紙幣がヴェスナ・ヴロヴィッチ、10万ディナール紙幣がチトーの末娘というふうに著名人がモデルになっているという根拠のない噂が飛び交ったが、10万ディナール紙幣についてはデザインを担当した人物の子供2人の写真をモンタージュ写真のように切り貼りしたものを元に作られた肖像であることが判明している。

## 1990年のディナール
1990年1月1日に通貨切り下げ（1:10000）が行われたが、通貨切り下げに対応した新紙幣はその日までに用意できず、切り下げ日を過ぎても旧貨幣の製造が続けられる有り様であった。その為、切り下げ後も10万ディナール以上の旧紙幣が引き続き流通していた。
切り下げから数日後にようやく50、200ディナール紙幣が発行された。先代の50万、200万ディナール紙幣の焼き直しであるこれらの紙幣は先代の紙幣と同様に平版印刷で偽造抵抗力が弱く、後述する一連の紙幣シリーズが半年後に出揃うと流通機会は少なくなり、1991年1月から3月末にかけて他の紙幣よりも一足早く廃止された。
| 画像                                   | 画像 | 額面     | 大きさ      | 表面                       | 裏面                           | 発行日   | 失効日    |
| -------------------------------------- | ---- | -------- | ----------- | -------------------------- | ------------------------------ | -------- | --------- |
|                                        |      | 50 din.  | 145 x 75 mm | スポメニック『革命記念碑』 | スポメニック『英雄の谷』       | 1990.1.3 | 1991.3.31 |
|                                        |      | 200 din. | 145 x 75 mm | スポメニック『革命記念碑』 | スポメニック『中断された飛行』 | 1990.1.3 | 1991.3.31 |
| これら画像のスケールは0.7px/mmである。 |      |          |             |                            |                                |          |           |

同年3月より10、50、100、500ディナール紙幣が順次発行された。これらの紙幣は同年の通貨改革を行ったアンテ・マルコヴィッチ首相（当時）に因み「マルコヴィッチ・ディナール」と呼ばれた。大まかなデザインは1985年シリーズを踏襲しており、サイズが比較的小型になった。このシリーズは翌年に独立を宣言したスロベニア（1991年10月12日まで）とクロアチア（1991年12月31日まで、ユーゴスラビア軍の侵攻を受けたドゥブロヴニク等を除く）で流通した最後のユーゴスラビア・ディナール紙幣であった。
インフレの進行により、1991年1月に1000ディナール紙幣が発行され、緑色の5000ディナール紙幣も同年9月1日に発行される予定であったが、ユーゴスラビアの崩壊に伴い同年6月25日までに全紙幣の印刷が停止され、次の1991年シリーズに合わせた設計変更が必要になったことから発行は見送られた。
| 画像                                   | 画像 | 額面      | 大きさ      | 表面                 | 裏面                     | 発行日     | 失効日     |
| -------------------------------------- | ---- | --------- | ----------- | -------------------- | ------------------------ | ---------- | ---------- |
|                                        |      | 10 din.   | 139 x 66 mm | 女の子               | デジタルアートのイメージ | 1990.11.26 | 1992.7.4   |
|                                        |      | 50 din.   | 147 x 70 mm | 男の子               | バラの花                 | 1990.7.10  | 1992.7.4   |
|                                        |      | 100 din.  | 151 x 72 mm | スカーフを巻いた女性 | コムギの穂               | 1990.3.1   | 1991.12.31 |
|                                        |      | 500 din.  | 159 x 76 mm | 男性                 | 森                       | 1990.4.27  | 1991.12.31 |
|                                        |      | 1000 din. | 163 x 78 mm | ニコラ・テスラ       | テスラコイル             | 1991.1.30  | 1991.12.31 |
| これら画像のスケールは0.7px/mmである。 |      |           |             |                      |                          |            |            |

### 1991年シリーズ
1991年12月、色味を僅かに変えた100、500、1000ディナール紙幣と5000ディナール紙幣が新たに登場した。これらは同年に発生したスロベニアとクロアチアの独立・独自通貨発行への対抗処置として発行された有事用の緊急紙幣であり、発行から僅か数日の交換期限を以てそれまで有効であった（10、50ディナールを除く）全ての紙幣が失効した。これにより独立するスロベニアとクロアチアにあるユーゴスラビア・ディナールの価値を消滅させ、独自通貨の価値と経済全般に打撃を与えることを意図していたものの、その頃には両国共に外貨や独自通貨への交換をほとんど完了していた為、余り効果はなかった。なお、10、50ディナール紙幣も準備されたが発行されなかった。
このシリーズから裏面に書かれた国名の「SFR / СФР」と6つの構成国の表記が廃されている。このシリーズはユーゴスラビアの国章が入った最後のシリーズである。
| 画像                                   | 画像 | 額面      | 大きさ      | 表面                 | 裏面                         | 発行日     | 失効日   |
| -------------------------------------- | ---- | --------- | ----------- | -------------------- | ---------------------------- | ---------- | -------- |
|                                        |      | 100 din.  | 151 x 72 mm | スカーフを巻いた女性 | コムギの穂                   | 1991.12.25 | 1992.7.4 |
|                                        |      | 500din.   | 159 x 76 mm | 男性                 | 森                           | 1991.12.25 | 1992.7.4 |
|                                        |      | 1000 din. | 163 x 78 mm | ニコラ・テスラ       | テスラコイル                 | 1991.12.25 | 1992.7.4 |
|                                        |      | 5000 din. | 167 x 80 mm | イヴォ・アンドリッチ | ソコルル・メフメト・パシャ橋 | 1991.12.25 | 1992.7.4 |
| これら画像のスケールは0.7px/mmである。 |      |           |             |                      |                              |            |          |

## 1992年のディナール
1992年7月1日に通貨切り下げ（1:10）が行われ、100、500、1000、5000ディナール紙幣が発行された。デザインは色味と国章部分（国立銀行のエンブレムに変更）及び表記されている言語（マケドニア語とスロベニア語表記の削除）こそ異なるものの切り下げ前の紙幣のデザインが使い回されている。その後ディナールはユーゴスラビア紛争の勃発とその戦局悪化及び他国からの経済制裁によってハイパーインフレーションに陥り、1万、5万、10万、50万、100万、1000万、5000万、1億、5億、10億、100億ディナールという非常に巨大な数字を持つ紙幣が新たに発行された。
| 画像                                   | 画像 | 額面                | 大きさ      | 表面                 | 裏面                                               | 発行日     | 失効日    |
| -------------------------------------- | ---- | ------------------- | ----------- | -------------------- | -------------------------------------------------- | ---------- | --------- |
|                                        |      | 100 din.            | 151 x 72 mm | スカーフを巻いた女性 | コムギの穂                                         | 1992.7.1   | 1993.9.10 |
|                                        |      | 500 din.            | 159 x 76 mm | 男性                 | 森                                                 | 1992.7.1   | 1993.9.10 |
|                                        |      | 1000 din.           | 163 x 78 mm | ニコラ・テスラ       | テスラコイル                                       | 1992.7.1   | 1993.10.1 |
|                                        |      | 5000 din.           | 167 x 80 mm | イヴォ・アンドリッチ | ソコルル・メフメト・パシャ橋                       | 1992.7.1   | 1993.10.1 |
|                                        |      | 10,000 din.         | 139 x 66 mm | 女の子               | デジタルアートのイメージ                           | 1992.12.17 | 1993.10.1 |
|                                        |      | 50,000 din.         | 147 x 70 mm | 男の子               | バラの花                                           | 1993.1.20  | 1993.10.1 |
|                                        |      | 100,000 din.        | 151 x 72 mm | スカーフを巻いた女性 | ヒマワリの花                                       | 1993.4.7   | 1993.10.1 |
|                                        |      | 500,000 din.        | 159 x 76 mm | 男性                 | コパオニク・スキー場                               | 1993.4.26  | 1993.10.1 |
|                                        |      | 1,000,000 din.      | 147 x 70 mm | 男の子               | アヤメの花                                         | 1993.6.24  | 1993.10.1 |
|                                        |      | 5,000,000 din.      | 163 x 78 mm | ニコラ・テスラ       | テスラコイルとミハイロヴァツの鉄門にある水力発電所 | 1993.5.26  | 1993.12.1 |
|                                        |      | 10,000,000 din.     | 167 x 80 mm | イヴォ・アンドリッチ | セルビア国立図書館                                 | 1993.7.29  | 1993.12.1 |
|                                        |      | 50,000,000 din.     | 139 x 66 mm | 女の子               | ミシャ・アナスタシェヴィッチの邸宅                 | 1993.7.22  | 1993.12.1 |
|                                        |      | 100,000,000 din.    | 159 x 76 mm | 男性                 | セルビア科学芸術アカデミー                         | 1993.8.6   | 1993.12.1 |
|                                        |      | 500,000,000 din.    | 151 x 72 mm | スカーフを巻いた女性 | ベオグラード大学                                   | 1993.8.13  | 1993.12.1 |
|                                        |      | 1,000,000,000 din.  | 180 x 83 mm | 女の子               | 国会議事堂                                         | 1993.8.30  | 1993.12.1 |
|                                        |      | 10,000,000,000 din. | 163 x 78 mm | ニコラ・テスラ       | テスラコイル                                       | 1993.9.21  | 1993.12.1 |
| これら画像のスケールは0.7px/mmである。 |      |                     |             |                      |                                                    |            |           |

## 1993年のディナール
1993年10月1日、更に通貨切り下げ（1:1000000）が行われたもののハイパーインフレーションは収まらず、5000、1万、5万、50万、500万、5000万、5億、50億、500億と最高額面の5000億ディナール紙幣が僅か2ヶ月の間に次々と発行された。ハイパーインフレーションで国が疲弊していた為か、1万ディナールを除いて5ばかりという不思議な組合せとなっている。また、5000億ディナール紙幣の中には表面の彩紋の線が撚れたエラー品が存在し、極めて急ピッチで紙幣の準備を迫られていた背景がうかがえる。
このシリーズから架空の人物ではなくセルビア人の偉人が採用されるようになり、透かしが人物（表面右側）から単純な図形（全面）に変わった。
| 画像                                   | 画像 | 額面                 | 大きさ      | 表面                                       | 裏面                               | 発行日     | 失効日    |
| -------------------------------------- | ---- | -------------------- | ----------- | ------------------------------------------ | ---------------------------------- | ---------- | --------- |
|                                        |      | 5000 din.            | 159 x 76 mm | ニコラ・テスラ                             | ニコラ・テスラ博物館               | 1993.10.1  | 1994.1.1  |
|                                        |      | 10,000 din.          | 163 x 78 mm | ヴク・カラジッチ                           | トロノシャ修道院とカラジッチの生家 | 1993.10.1  | 1994.1.1  |
|                                        |      | 50,000 din.          | 139 x 66 mm | ペータル2世 (ペトロヴィッチ＝ニェゴシュ朝) | ツェティニェ修道院                 | 1993.10.14 | 1994.1.1  |
|                                        |      | 500,000 din.         | 143 x 68 mm | ドシテイ・オブラードヴィッチ               | ノヴォ・ホポヴォ修道院             | 1993.10.30 | 1994.1.1  |
|                                        |      | 5,000,000 din.       | 147 x 70 mm | カラジョルジェ                             | カラジョルジェ教会と邸宅           | 1993.11.12 | 1994.1.1  |
|                                        |      | 50,000,000 din.      | 151 x 72 mm | ミカエル・ピューピン                       | 旧電話交換所 (ベオグラード)        | 1993.11.23 | 1994.1.1  |
|                                        |      | 500,000,000 din.     | 139 x 66 mm | ヨヴァン・ツヴィイッチ                     | ミシャ・アナスタシェヴィッチの邸宅 | 1993.12.2  | 1994.1.1  |
|                                        |      | 5,000,000,000 din.   | 143 x 68 mm | ジュラ・ヤクシッチ                         | ヴラチェフシュニツァ修道院         | 1993.12.11 | 1994.7.22 |
|                                        |      | 50,000,000,000 din.  | 147 x 70 mm | ミロシュ・オブレノヴィッチ1世              | ミロシュ公邸宅                     | 1993.12.15 | 1994.7.22 |
|                                        |      | 500,000,000,000 din. | 151 x 72 mm | ヨヴァン・ヨヴァノヴィチ・ズマイ           | セルビア国立図書館                 | 1993.12.23 | 1994.7.22 |
| これら画像のスケールは0.7px/mmである。 |      |                      |             |                                            |                                    |            |           |

## 1994年のディナール
1994年1月1日、更なる通貨切り下げ（1:1000000000）が行われ、10、100、1000、5000、5万、50万、1000万ディナールの紙幣が僅か2週間で次々発行されたが、3週間程度しか流通しなかった。このうちほとんどのデザインが先代のディナールから流用されているばかりか、10、100ディナール紙幣は記番号が欠落しており、1000万ディナール紙幣に至っては1993年7月29日に発行された（つまり先々代の）1000万ディナール紙幣に加刷を施しただけのものとなっているなど、余りにも急速な通貨の暴落に対応するための国立銀行の苦肉の策が垣間見える。
| 画像                                   | 画像 | 額面            | 大きさ      | 表面                         | 裏面                               | 発行日     | 失効日    |
| -------------------------------------- | ---- | --------------- | ----------- | ---------------------------- | ---------------------------------- | ---------- | --------- |
|                                        |      | 10 din.         | 116 x 55 mm | ヨシフ・パンチッチ           | コパオニク山脈                     | 1993.12.29 | 1994.7.22 |
|                                        |      | 100 din.        | 135 x 64 mm | ニコラ・テスラ               | ニコラ・テスラ博物館               | 1994.1.5   | 1994.7.22 |
|                                        |      | 1000 din.       | 139 x 66 mm | ペータル2世                  | ツェティニェ修道院                 | 1993.12.29 | 1994.7.22 |
|                                        |      | 5000 din.       | 143 x 68 mm | ドシテイ・オブラードヴィッチ | ノヴォ・ホポヴォ修道院             | 1993.12.29 | 1994.7.22 |
|                                        |      | 50,000 din.     | 147 x 70 mm | カラジョルジェ               | カラジョルジェ教会と邸宅           | 1994.1.3   | 1994.7.22 |
|                                        |      | 500,000 din.    | 139 x 66 mm | ヨヴァン・ツヴィイッチ       | ミシャ・アナスタシェヴィッチの邸宅 | 1994.1.11  | 1994.7.22 |
|                                        |      | 10,000,000 din. | 167 x 80 mm | イヴォ・アンドリッチ         | セルビア国立図書館                 | 1994.1.14  | 1994.7.22 |
| これら画像のスケールは0.7px/mmである。 |      |                 |             |                              |                                    |            |           |

## ノヴィ・ディナール
1994年1月24日に法定通貨が新通貨『ノヴィ・ディナール』に切り替わり、1、5、10ノヴィ・ディナール紙幣が発行された。
| 画像                                   | 画像 | 額面          | 大きさ      | 表面               | 裏面                 | 発行日    | 失効日   |
| -------------------------------------- | ---- | ------------- | ----------- | ------------------ | -------------------- | --------- | -------- |
|                                        |      | 1 novi din.   | 126 x 60 mm | ヨシフ・パンチッチ | コパオニク山脈       | 1994.1.24 | 1995.1.1 |
|                                        |      | 5 novih din.  | 131 x 62 mm | ニコラ・テスラ     | ニコラ・テスラ博物館 | 1994.1.24 | 1995.1.1 |
|                                        |      | 10 novih din. | 135 x 64 mm | ペータル2世        | ツェティニェ修道院   | 1994.1.24 | 1995.1.1 |
| これら画像のスケールは0.7px/mmである。 |      |               |             |                    |                      |           |          |

その後1994年8月から1997年にかけて様式を僅かに変更した第二シリーズの5、10、20、50、100ノヴィ・ディナール紙幣が発行された。第二シリーズでは新たな国章が描かれ、紫外線発光インキやセキュリティスレッドなどハイパーインフレ時に省略された偽造防止技術のいくつかが再度導入されている。
| 画像                                   | 画像 | 額面           | 大きさ      | 表面                          | 裏面                       | 発行日    | 失効日   |
| -------------------------------------- | ---- | -------------- | ----------- | ----------------------------- | -------------------------- | --------- | -------- |
|                                        |      | 5 novih din.   | 131 x 62 mm | ニコラ・テスラ                | ニコラ・テスラ博物館       | 1994.12.5 | 2002.1.1 |
|                                        |      | 10 novih din.  | 135 x 64 mm | ペータル2世                   | ツェティニェ修道院         | 1994.12.5 | 2002.1.1 |
|                                        |      | 20 novih din.  | 139 x 66 mm | ジュラ・ヤクシッチ            | ヴラチェフシュニツァ修道院 | 1994.8.3  | 2002.1.1 |
|                                        |      | 50 novih din.  | 143 x 68 mm | ミロシュ・オブレノヴィッチ1世 | ミロシュ公邸宅             | 1996.7.31 | 2002.1.1 |
|                                        |      | 100 novih din. | 147 x 70 mm | ドシテイ・オブラードヴィッチ  | ノヴォ・ホポヴォ修道院     | 1997.6.9  | 2002.1.1 |
| これら画像のスケールは0.7px/mmである。 |      |                |             |                               |                            |           |          |

### 2000年シリーズ
2000年に様式を刷新し「ノヴィ」が取り除かれた20、50、100ディナール紙幣が発行される。翌2001年には新たに10、200、1000ディナール紙幣が登場。さらに翌2002年には5000ディナール紙幣が登場した。このシリーズより人物の透かしやホログラム、潜像が追加され偽造抵抗力が大幅に増した。 
2003年よりこのシリーズのデザインの大部分を受け継いだセルビア・ディナールに取って代わられ、2007年1月1日に流通停止、2012年12月31日に銀行での取り扱いと交換を完全に終了した。
| 画像                                   | 額面      | 大きさ      | 表面                                               | 裏面                                           | 発行日     | 失効日   |
| -------------------------------------- | --------- | ----------- | -------------------------------------------------- | ---------------------------------------------- | ---------- | -------- |
|                                        | 10 din.   | 131 x 62 mm | ヴク・カラジッチ                                   | ヴク・カラジッチの肖像(1848年)                 | 2001.5.31  | 2007.1.1 |
|                                        | 20 din.   | 135 x 64 mm | ペータル2世                                        | ペータル2世の像とロヴチェン山                  | 2000.12.15 | 2007.1.1 |
|                                        | 50 din.   | 139 x 66 mm | シュテファン・モクラーニャッツ                     | モクラーニャッツの肖像と音符、五線譜           | 2000.12.15 | 2007.1.1 |
|                                        | 100 din.  | 143 x 68 mm | ニコラ・テスラ                                     | テスラの肖像、誘導電動機の図、鳩のモチーフ     | 2000.12.15 | 2007.1.1 |
|                                        | 200 din.  | 147 x 70 mm | ナデジダ・ペトロヴィッチと像、グラチャニツァ修道院 | ペトロヴィッチの肖像、グラチャニツァ修道院     | 2001.5.31  | 2007.1.1 |
|                                        | 1000 din. | 151 x 72 mm | ジョルジェ・ヴァイフェルト                         | ジョルジェ・ヴァイフェルトの肖像と国立銀行ビル | 2001.9.20  | 2007.1.1 |
|                                        | 5000 din. | 159 x 76 mm | スロボダン・ヨヴァノヴィチ                         | ヨヴァノヴィチの肖像と国会議事堂               | 2002.8.21  | 2006.3.1 |
| これら画像のスケールは0.7px/mmである。 |           |             |                                                    |                                                |            |          |

## 未発行紙幣
1990年代に入り、通常流通もしくは有事用の準備金保管を目的として1979年頃に設計・印刷が計画されたと考えられる大量の紙幣デザインの草案と様々な配色パターンの試刷紙幣がヨーロッパの古銭市場に流出した。それらは額面が1、5、10、50、100、500、1000、5000ディナールで構成され、全ての額面の表面にヨシップ・ブロズ・チトーの肖像、裏面にユーゴスラビアの国土と全国各地の記念碑（スポメニック）が描かれた共通のデザインを有している。このうち100ディナール紙幣は実物が1990年の発行に向けて極少数印刷されたものの、最終的に発行されず幻の紙幣となった。
これらの草案のデザインは1989年に発行された50万、200万ディナール紙幣（及び翌年の50、200ディナール紙幣）とほぼ一致している。これは当時発行を準備していた10万、100万ディナール紙幣が設計から流通までに時間のかかる凹版印刷であった為、急速に進行するインフレーションによって現金需要を満たす新紙幣をなるべく早く登場させる必要に迫られたことから急遽草案からデザインを流用して発行したものと考察されている。その際に表面のチトーの肖像がコザラ国立公園の記念碑に置き換えられているが、当時発生していた東欧革命によって国民からのチトーの評価が「国民の父」から「社会主義の独裁者」というふうに大幅に悪化していたことを考慮したものと思われる。また、ユーゴスラビア紛争時に樹立された2つのセルビア人国家の通貨（スルプスカ・ディナール、クライナ・ディナール）の紙幣にも表裏の彩紋の形状がそのまま使い回されている。
これらは希少価値が高く現在でも古銭市場に出回ることがあるが、レプリカや紙幣を模した架空の印刷物（いわゆるファンタジー紙幣）が含まれている場合がある為注意が必要である。
| 額面      | 大きさ      | 色 | 表面                                     | 裏面                                       | 発行計画                   |
| --------- | ----------- | -- | ---------------------------------------- | ------------------------------------------ | -------------------------- |
| 1 din.    | 112 x 59 mm | 緑 | ヨシップ・ブロズ・チトー、様式化された炎 | 旗を掲げるパルチザン兵士たち               | 試刷のみ                   |
| 5 din.    | 112 x 59 mm | 青 | ヨシップ・ブロズ・チトー、様式化された炎 | 旗を掲げるパルチザン兵士たち               | 試刷のみ                   |
| 10 din.   | 112 x 59 mm | 黄 | ヨシップ・ブロズ・チトー、様式化された炎 | 旗を掲げるパルチザン兵士たち               | 試刷のみ                   |
| 50 din.   | 112 x 59 mm | 赤 | ヨシップ・ブロズ・チトー、様式化された炎 | 旗を掲げるパルチザン兵士たち               | 試刷のみ                   |
| 100 din.  | 145 x 75 mm | 緑 | ヨシップ・ブロズ・チトー、掲げられた旗   | スポメニック『英雄の谷』                   | 1990年に予定、製造も未発行 |
| 500 din.  | 145 x 75 mm | 青 | ヨシップ・ブロズ・チトー、鎌と槌         | スポメニック『石の花』                     | 試刷のみ                   |
| 1000 din. | 145 x 75 mm | 黄 | ヨシップ・ブロズ・チトー、様式化された炎 | スポメニック『中断された飛行』             | 1990年に予定、試刷のみ     |
| 5000 din. | 145 x 75 mm | 赤 | ヨシップ・ブロズ・チトー、五芒星         | スポメニック『モスラヴィナ人民革命記念碑』 | 試刷のみ                   |